# Brasselsberg (Habichtswald)

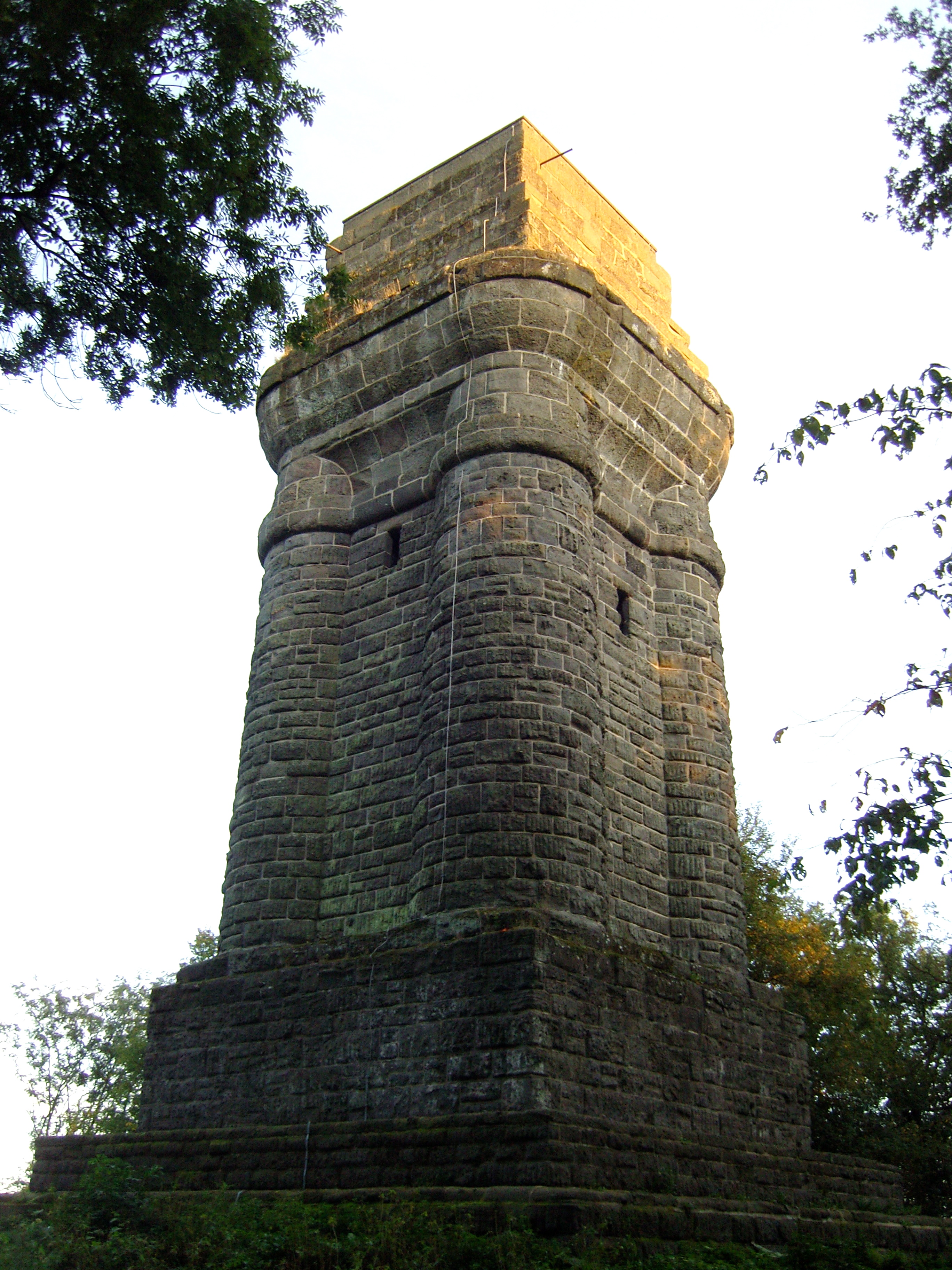
Brasselsberg: Kasseler Bismarckturm

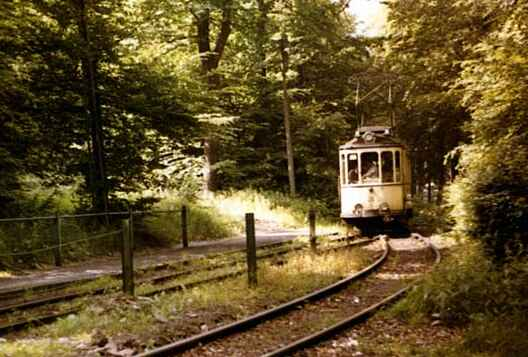
Personentriebwagen an der Endstation Brasselsberg der Herkulesbahn (1962)

Der Brasselsberg im Gebiet des Kasseler Stadtteils Brasselsberg ist ein 434,2 m ü. NHN hoher, bewaldeter Bergsporn der Ostflanke des Hohen Habichtswaldes in Nordhessen. Er ist Standort des Kasseler Bismarckturms.

## Geographie

### Lage
Der Brasselsberg befindet sich im Osten des Naturparks Habichtswald hoch oben über dem südwestlichen Kasseler Stadtteil Brasselsberg. Der vom Bergsporn zum eigentlichen Hohen Habichtswald überleitende Bergkamm stößt im Westen nahe dem Felsentor Porta Lapidaria auf die Bilsteinklippen. Nördlich und östlich vorbei am Berg fließt der Nordshäuser Mühlbach und südlich dessen Zufluss Pangesgraben. Südwestlich des Berges liegen die Sieben Teiche. Nachbarberge sind der Kuhberg (539 m) im Nordwesten, der Hirzstein (502 m) im Westsüdwesten und der Baunsberg (413,4 m) im Süden.
Auf dem Berg liegen Teile des Fauna-Flora-Habitat-Gebiets Habichtswald und Seilerberg bei Ehlen (FFH-Nr. 4622-302; 29,19 km² groß).

### Naturräumliche Zuordnung
Der Brasselsberg gehört in der naturräumlichen Haupteinheitengruppe Westhessisches Bergland (Nr. 34), in der Haupteinheit Habichtswälder Bergland (342) und in der Untereinheit Habichtswald (mit Langenberg) (342.0) zum Naturraum Hoher Habichtswald (342.00). Nach Südwesten fällt die Landschaft in den Naturraum Hoofer Pforte (342.01) und nach Osten in die zur Haupteinheit Westhessische Senke (343) gehörende Untereinheit Kasseler Becken (343.3) ab.

## Zeche Marie
Im Übergangsbereich zum Kuhberg wurde in der etwas nördlich der Bilsteinklippen am Waldweg Zeche-Marie-Weg liegenden Zeche Marie von 1868 bis 1966 untertage Braunkohle abgebaut.

## Kasseler Bismarckturm
Nahe dem Brasselsberggipfel steht der Kasseler Bismarckturm, der 1904 eingeweiht wurde und mit 25,5 m Höhe die höchste von 47 Bismarcksäulen nach dem Entwurf „Götterdämmerung“ ist. Seine Aussichtsplattform bietet Aussicht insbesondere über Kassel und die das Kasseler Becken umgebenden Bergzüge und Mittelgebirge Reinhardswald, Kaufunger Wald, Söhre, Langenberge und Hoher Habichtswald.

## Verkehr und Wandern

### Früher
Auf einem Seitengleis der Herkulesbahn, einer von 1902 bis 1966 betriebenen Meterspureisenbahn mit Güter- und Personenverkehr im Kasseler Stadtgebiet und Hohen Habichtswald, fuhren von 1911 bis 1965 Personentriebwagen vom an der Druseltalstraße stehenden Luisenhaus entlang des Habichtswaldes auf der Bergstraße (heute Konrad-Adenauer-Straße) bis zur Endstation Brasselsberg. Am 30. November 1965 befuhr diese Strecke letztmals ein Triebwagen; am 1. Dezember 1965 wurde auf Omnibusbetrieb umgestellt.

### Heute
Östlich vorbei am Brasselsberg führt in Süd-Nord-Richtung die von der Anschlussstelle Kassel-Bad Wilhelmshöhe der Bundesautobahn 44 kommende Konrad-Adenauer-Straße zur Druseltalstraße, die beide Teil der Landesstraße 3218 sind. Von an dieser Straße gelegenen Parkplätzen führen Waldwege steil aufwärts zur Kuppe. Über den Berg verläuft der Kassel-Steig und über seine Süd- und Ostflanke der Ederseeweg.